# Nomenclatura urbana del Centro Histórico de Popayán
Las Calles del Centro Histórico de Popayán fueron proyectadas en su inicio en un plano de tipo hipodámico, el cual derivó en un trazado urbano original para la ciudad, que es uno de los mejores ejemplos de trama ortogonal en la Nueva Granada, muy anterior a la promulgación de las Leyes de Indias.
Las tradicionales calles y callejones del Centro Histórico de Popayán fueron un catalizador para el florecimiento de la vida sociocultural patoja de los pobladores españoles, criollos, indígenas y esclavos que poco a poco las fueron bautizando a las vías con ciertos nombres y denominaciones populares para distinguirlas entre sí, formando una Nomenclatura urbana única.
El centro histórico de la ciudad de Popayán incluyendo sus calles fueron declarados como Monumento Nacional el 30 de diciembre de 1959.

## Historia
En la ubicación actual de Popayán, antes de la llegada de los españoles, existía la población de Yauto, que servía como sede de la Confederación Pubenza. Esta confederación abarcaba varios pueblos indígenas que todavía persisten en la región del Cauca. Un destacado vestigio de la presencia prehispánica en el centro histórico de Popayán es el Morro del Tulcán.
La fundación oficial de Popayán tuvo lugar el 13 de enero de 1537 por Sebastián de Belalcázar, quien, en su búsqueda del mítico tesoro de El Dorado, se encontraba de paso hacia el sur de Colombia. La ceremonia de fundación solemne de "la nueva villa" se llevó a cabo el 15 de agosto de 1537, conservando el nombre indígena "Popayán" y agregando el nombre de Asunción en honor a la festividad de la Asunción de María celebrada en esa fecha. Esta ceremonia incluyó una primera misa oficiada por el presbítero García Sánchez en una modesta catedral erigida en el lado sur de la futura plaza Caldas.
Después de 1550, Popayán experimentó un auge en la actividad minera y comercial, acompañado por la llegada de familias españolas de linaje, consolidándose como una ciudad importante en el Virreinato de la Nueva Granada. La élite española, propietaria de las minas de oro en Barbacoas, Almaguer y el Chocó, acumuló una considerable riqueza, lo que se reflejó en la ornamentación de las casonas y nuevas iglesias en el centro histórico. Aunque la ciudad vivió un esplendor durante la época colonial y los primeros años de la República, eventos como la abolición de la esclavitud en 1851 y el surgimiento de nuevos centros de desarrollo, como Cali hacia 1890, provocaron una decadencia en la construcción de edificios grandes y ornamentados debido a la emigración de la clase pudiente por diversos factores políticos y naturales.
Es importante destacar que desde sus inicios, Popayán ha enfrentado una alta actividad sísmica debido a su ubicación geográfica, registrando alrededor de 127 movimientos telúricos en toda su historia. Aunque los sismos se comenzaron a documentar con claridad desde el siglo XVIII, los ocurridos en los siglos XVI y XVII tienen fuentes diversas. Esta actividad sísmica ha provocado cambios significativos en la morfología y las construcciones históricas del centro histórico.
El último terremoto que afectó a la ciudad ocurrió en la mañana del Jueves Santo, el 31 de marzo de 1983, a las 8:15 a. m., con una magnitud de 5,5 en la escala de Richter y variaciones de grados VI y IX en la escala de Mercalli. Este evento causó graves daños al centro histórico y sus calles coloniales, a pesar de los esfuerzos gubernamentales y la ayuda internacional, varias edificaciones importantes y antiguas fueron demolidas sin oportunidad de restauración.
Las calles fueron empedradas desde su construcción desde el siglo XVI hasta la mitad del siglo XX, cuando el gobierno municipal pavimentó con asfalto, mientras que se estructuraron definitivamente los andenes con cemento.
Ya entrado el siglo XXI, la alcaldía comenzó una reestructuración del sistema vial de la ciudad por los nuevos lineamientos del PEMP, por lo que en los andenes se instalaron guías podotáctiles para los ciegos, gracias a gestiones del INCI ante el gobierno nacional. Desde el año 2010 Con una inversión de más de 2.300 millones de pesos financiados por FONADE y con el aporte de 550 millones  de la Alcaldía de Popayán, se entregaron las obras de ampliación, ornato y embellecimiento del área peatonal del Parque Caldas.Con este avance se inició el proyecto para no solo peatonalizar el parque central sino todo el centro histórico en general, intentando devolverle también su antiguo empedrado y aumentar el atractivo del sector patrimonial ante propios y turistas, esta iniciativa aún sigue en proceso de ser aprobada.

## Carreras

### Carrera 2

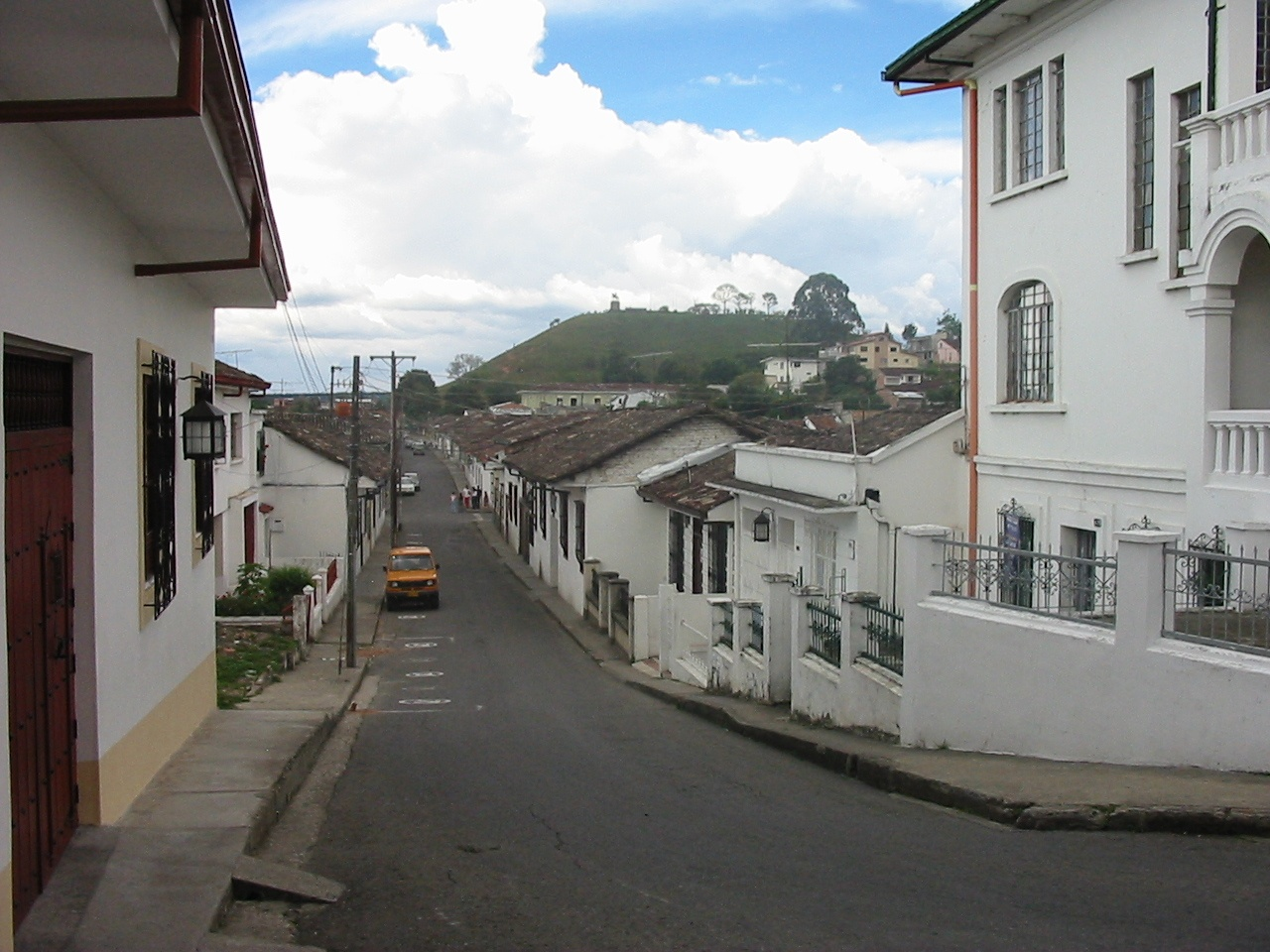
Calle de Tulcán (Carrera 2) vista desde la Ermita de Jesús Nazareno

#### Calle de Tulcán
- Orientación: Norte - Sur.
- Recorrido: Empieza en la Calle 10 Norte y termina en la Calle 5.
- Historia: Su nombre se debe al chorro, al sector y la pirámide de Tulcán.
- Monumentos Importantes Aledaños:

1. Morro de Tulcán.
2. Museo de Historia Natural
3. Sede de la Organización de Naciones Unidas en Popayán
4. Casa Sede de Blumont
5. Casa patrimonial (No 2-08)

### Carrera 3

#### Calle de El Ejido
- Orientación: Sur - Norte.
- Recorrido: Empieza en la Calle 17 y termina en la Calle 8.
- Historia: Su nombre se debe al cauce del rio Ejido que pasaba donde desembocaba la calle..
- Monumentos Importantes Aledaños:

1. Parque El Empedrado
2. Antigua Cárcel del Distrito Judicial
3. Cárcel de Mujeres
4. Teatro Simón Bolívar

#### Calle de los Bueyes
- Orientación: Sur - Norte.
- Recorrido: Empieza en la Calle 8 y termina en la Calle 1 Norte.
- Historia: Su nombre se debe a los bueyes y vacas que eran traídos desde los ejidos aledaños para ser sacrificados en la carnicería municipal.
- Monumentos Importantes Aledaños:

1. Iglesia del Carmen
2. Convento de la Orden Carmelita (Actual Facultad de Ciencias Humanas y Sociales de la Universidad del Cauca)
3. Palacio Nacional ''Francisco de Paul Santander''
4. Casa de Miguel Arroyo Hurtado (Actual sede del SENA)
5. Sede del Laboratorio Lorena Vejarano
6. Antiguo Molino de Santa Inés
7. Colegio Francisco Antonio de Ulloa (Sitio de la Antigua Carnicería Municipal)

### Carrera 4

#### Calle de Marcos Campo
- Orientación: Norte - Sur.
- Recorrido: Empieza en la Calle 1 Norte y termina en la Calle 3.
- Historia: Su nombre se debe a un chorro de abastecimiento de agua que era propiedad del señor Marcos Campo
- Monumentos Importantes Aledaños:

1. Antiguo Telecom
2. Sede de EsaCAUCA
3. Sede del Tribunal Contencioso Administrativo de Popayán
4. Sede de Urbaser Popayán

#### Calle de la Cruz Verde
- Orientación: Norte - Sur.
- Recorrido: Empieza en la Calle 3 y termina en la Calle 6.
- Historia: Su nombre se debe a una placa con una cruz verde en la esquina de la casa del acueducto
- Monumentos Importantes Aledaños:

1. Palacio Nacional ''Francisco de Paul Santander''
2. Casa de doña Dionisia de Mosquera (Actual sede del Acueducto y Alcantarillado)
3. Convento de la Orden Carmelita (Actual Facultad de Ciencias Humanas de la Universidad del Cauca)
4. Convento de la Orden de los Predicadores  (Actual Facultad de Derecho de la Universidad del Cauca)
5. Casa Rosada y de Posgrados de la Universidad del Cauca

#### Calle de la Carnicería
- Orientación: Norte - Sur.
- Recorrido: Empieza en la Calle 6 y termina en la Calle 17.
- Historia: Su nombre se debe a la antigua carnicería municipal, ubicada en el sitio donde ahora se erige el Colegio Ulloa.
- Monumentos Importantes Aledaños:

1. Colegio Francisco Antonio de Ulloa (Sitio de la Antigua Carnicería Municipal)
2. Centro Comercial Idema
3. Casa patrimonial (No 10-02)
4. Colegio Cristo Rey
5. Parque El Empedrado

### Carrera 5

#### Camino Real del Portazgo Sur
- Orientación: Sur - Norte.
- Recorrido: Empieza en la Calle 17 y termina en la Calle 13.
- Historia: Su nombre se debe a que era la principal salida y entrada del Camino Real Español por el sur  hacia y desde San Juan de Pasto y San Francisco de Quito.
- Monumentos Importantes Aledaños:

1. Puente de Calicanto

#### Calle de El Empedrado
- Orientación: Sur - Norte.
- Recorrido: Empieza en la Calle 13 y termina en la Calle 7.
- Historia: Su nombre se debe a que fue la primera calle en empedrarse en toda la ciudad por el siglo XVII.
- Monumentos Importantes Aledaños:

1. Centro Comercial Idema
2. Hotel Capital (Casona datada del siglo XVIII)

#### Calle de Las Monjas
- Orientación: Sur - Norte.
- Recorrido: Empieza en la Calle 7 y termina en la Calle 4.
- Historia: Su nombre se debe al claustro de las Monjas Agustinas Descalzas, desde donde sobresale su camarín.
- Monumentos Importantes Aledaños:

1. Antigua Farmacia de San Jorge
2. Convento de las Monjas Agustinas Descalzas (Actual Colegio Mayor del Cauca)
3. Iglesia de la Encarnación
4. Casa donde habitó Alexander von Humboldt
5. Iglesia de Santo Domingo
6. Convento de la Orden de los Predicadores  (Actual Facultad de Derecho de la Universidad del Cauca)
7. Cuna del Santo Ecce Homo

#### Calle de la Piedra Grande
- Orientación: Sur - Norte.
- Recorrido: Empieza en la Calle 4 y termina en la Calle 1a
- Historia: Su nombre se debe a una piedra de enorme tamaño en medio del cause del rio Molino.
- Monumentos Importantes Aledaños:

1. Sede de la Secretaria de Infraestructura (Antiguo sitio del Hotel Lindbergh)
2. Casona de Santo Domingo
3. Casa de Cornelio Valencia
4. Casa de Julio Arboleda y Museo Luis Eduardo Ayerbe Gonzales
5. Casa Museo Mosquera
6. Casa Caldas
7. Hotel La Herrería
8. Puente de la Piedra Grande

### Carrera 6

#### Calle de San Agustín
- Orientación: Sur - Norte.
- Recorrido: Empieza en la Calle 17 y termina en la Calle 6.
- Historia: Su nombre se debe a la iglesia y convento de los padres agustinos.
- Monumentos Importantes Aledaños:

1. Iglesia Jesús Obrero
2. Galería La Trece
3. Antiguo Convento de la Orden Agustina (Actual Colegio San Agustín)
4. Iglesia de San Agustín
5. Plazoleta de San Agustín
6. Casa donde habitó José María Obando (Actual Hotel San Cristóbal)

#### Calle del Comercio
- Orientación: Sur - Norte.
- Recorrido: Empieza en la Calle 6 y termina en la Calle 5.
- Historia: Su nombre se debe a la cantidad de comercios asentados ahí desde la época colonial.
- Monumentos Importantes Aledaños:

1. Convento de las Monjas Agustinas Descalzas (Sede de la Asamblea Departamental del Cauca)
2. Mirador de las Monjas
3. Casa de Sergio Rojas Fajardo

#### Calle del Humilladero
- Orientación: Sur - Norte.
- Recorrido: Empieza en la Calle 5 y termina en la Calle 1a.
- Historia: Su nombre se debe al Puente de Bolívar que atraviesa el rio Molino.
- Monumentos Importantes Aledaños:

1. Parque Caldas
2. Los Portales (Antigua Casa de la Marquesa de San Miguel de la Vega)
3. Sede de Bancolombia
4. Casa de habitación de don Pedro de Velasco (Actual sede de la Alcaldía de Popayán)
5. Casa de habitación de don Sebastián de Belalcázar (Actual sede de la Secretaria de Educación)
6. Casa de Jerónimo de Torres Tenorio (Actual Facultad de Artes de la Universidad del Cauca)
7. Biblioteca del Banco de la República (Antigua Casa de don José Rafael Mosquera)
8. Casa Museo Guillermo Valencia
9. Plaza Julio Arboleda
10. Puente del Humilladero

#### Camino Real del Portazgo Norte
- Orientación: Sur - Norte.
- Recorrido: Empieza en la Calle 1a y termina en la Calle 7 Norte.
- Historia: Su nombre se debe a que era la entrada y salida principal de la ciudad por el Camino Real Español que llegada de Santiago de Cali y Santafé de Bogotá desde el Norte.
- Monumentos Importantes Aledaños:

1. Puente del Humilladero
2. Barrio el Callejón (ahora llamado Bolívar)
3. Sede de la Lotería del Cauca (Antiguo Hospital del Humilladero)

#### Calle de El Callejón
- Orientación: Sur - Norte
- Recorrido:  Empieza en la Calle 7 Norte
- Historia: Su nombre se debe a que cruza el barrio antiguamente denominado como de El Callejón, actualmente conocido como Bolívar que era la entrada desde el norte a Popayán.
- Monumentos Importantes Aledaños:

1. Sede de la Cruz Roja Colombiana
2. Parque Carlos Albán
3. Galería del Barrio Bolívar o El Callejón

### Carrera 7

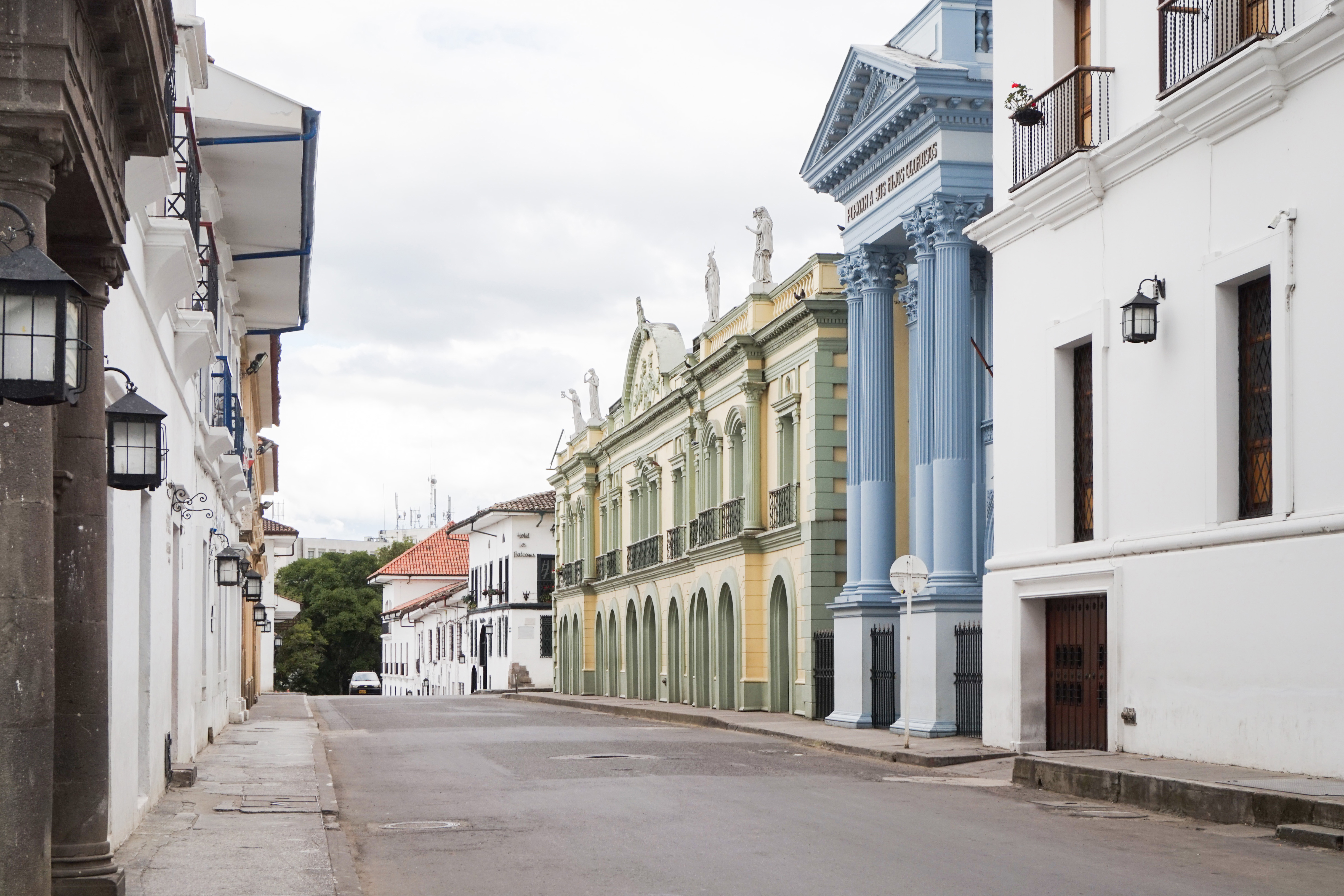
Calle de El Reloj vista desde el antiguo Banco del Estado (actual Banco AV 7Villas)

#### Calle de El Reloj
- Orientación: Norte . Sur.
- Recorrido: Empieza en la Calle 1a y termina en la Calle 6
- Historia: Su nombre se debe al reloj del campanario de la Catedral de Popayán.
- Monumentos Importantes Aledaños:

1. Reloj de Sol del Humilladero
2. Casa natal de Guillermo León Valencia
3. Casa de Silvestre Ortiz (Actual sede del Instituto Agustín Codazzi)
4. Teatro Municipal Guillermo Valencia
5. Centro Comercial Plaza Colonial
6. El Panteón de los Próceres
7. Casa de habitación de Diego Delgado y natal de Manuel de Castrillón (Actual sede de la Gobernación del Cauca)
8. Antiguo Banco del Estado (Actual Banco AV Villas)
9. Casa de Miguel Tacón y Rosique (Actual sede del Banco Agrario)
10. Parque Caldas
11. Casa de don Jacinto de Mosquera
12. Torre del Reloj
13. Palacio Arzobispal
14. Casa de Miguel Ángel Arce Vivas
15. Casa natal de Camilo Torres Tenorio

#### Calle de El Mascarón
- Orientación: Norte - Sur.
- Recorrido: Empieza en la Calle 6 y termina en la Calle 17
- Historia: Su nombre se debe a la existencia de un chorro de abastecimiento de agua en al esquina de la carrera 7 con calle 7 que tenía como boca de agua una máscara de monstruo.
- Monumentos Importantes Aledaños:

1. Convento de la Orden Agustina (Actual Colegio San Agustín)
2. Casa donde habitó José Hilario López
3. Casa natal del presidente Froilán Largacha
4. Asilo San Vicente de Paúl
5. Galería La Trece

### Carrera 8

#### Calle de la Compañía
- Orientación: Sur - Norte.
- Recorrido: Empieza en la Calle 17 y termina en la Calle 3.
- Historia: Su nombre se debe a la iglesia, convento y seminario a cargo de los padres jesuitas o de la Compañía de Jesús.
- Monumentos Importantes Aledaños:

1. Colegio Don Bosco
2. Capilla y Asilo San Vicente de Paúl
3. Chorrito de San Camilo (Recientemente recuperado)
4. Casa del Encomendero (Actual Hotel la Plazuela)
5. Casa del Periodismo
6. Iglesia de San José o de la Compañía de Jesús con su plazoleta
7. Casa de don Cristóbal de Mosquera

#### Calle de El Choco
- Orientación: Sur - Norte.
- Recorrido: Empieza en la Calle 3 y termina en la Calle 1a.
- Historia: Su nombre se debe muy posiblemente a las personas africanas de piel morena que eran esclavos de las personas pudientes que vivían por la calle 3.
- Monumentos Importantes Aledaños:

1. Edificio Hormaza (Antigua Casona Republicana de ''El Comando'')
2. Parque José Hilario López
3. Graditas de la Calle 2
4. Puente de El Choco

### Carrera 9

#### Calle del Chorrito
- Orientación: Norte - Sur.
- Recorrido: Empieza en la Calle 1a y termina en la Calle 4.
- Historia: Su nombre se debe a la existencia de un chorro de abastecimiento de agua que era llamado comúnmente como ''El Chorrito''.
- Monumentos Importantes Aledaños:

1. Puente de El Chorrito
2. Sede de Comfacauca
3. Casa Parroquial de San Francisco (Sedes de la Escuela Taller de Popayán y la sede de la Agencia Española de Cooperación Internacional (AECI))
4. Antigua Casa del Banco Central Hipotecario (Actual Registraduría Nacional del Estado Civil)

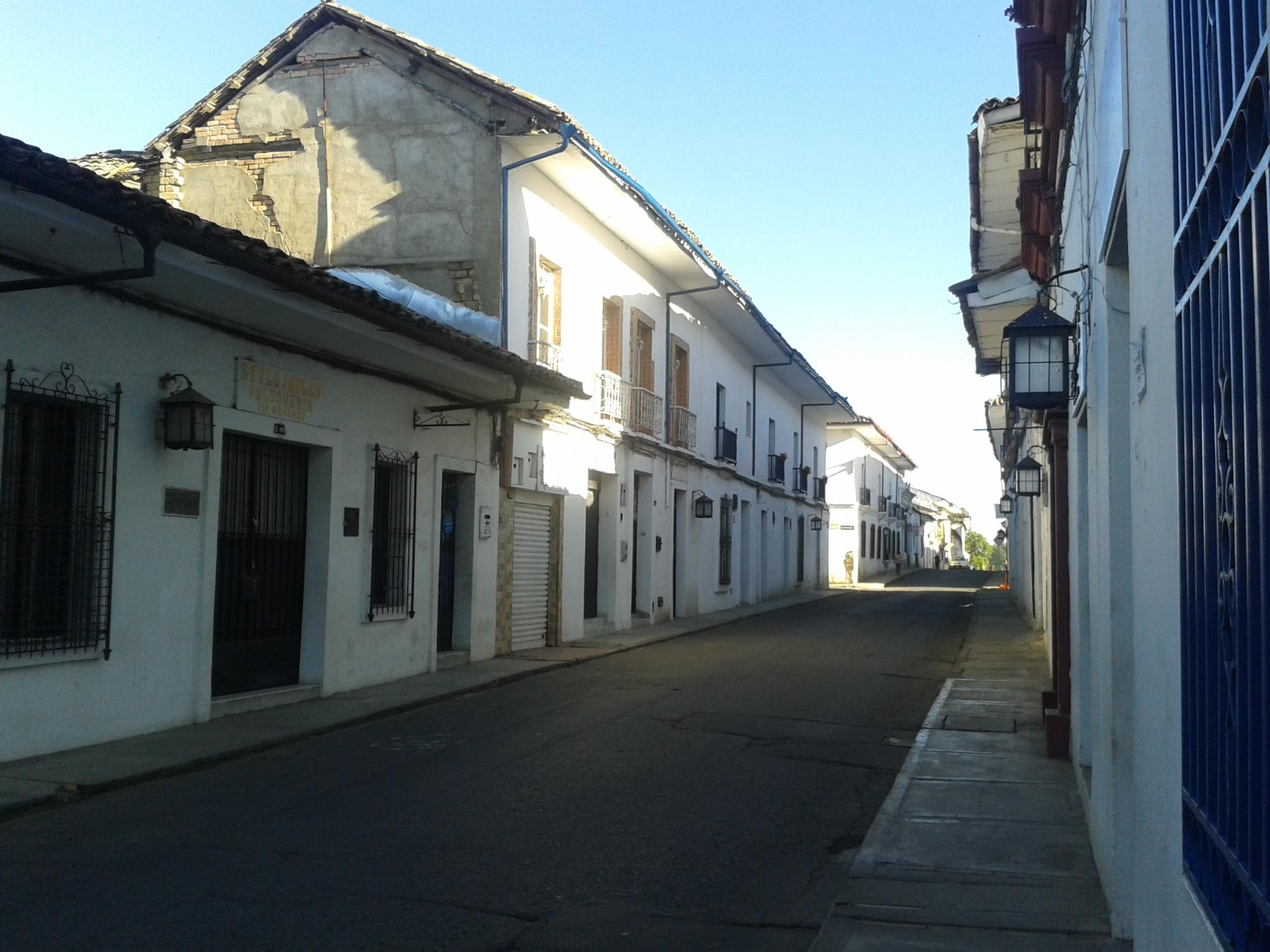
Calle del General Carlos Albán (Carrera 9)

5. Plazoleta de San Francisco

#### Calle del General Carlos Albán
- Orientación: Norte - Sur.
- Recorrido: Empieza en la Calle 4 y termina en la Calle 8.
- Historia: Su nombre se debe a la antigua casa donde nació aquel general, científico e inventor payanes.
- Monumentos Importantes Aledaños:

1. Antiguo Real Seminario de San Francisco de Asís. (Actual sede de la Fundación Universitaria de Popayán)
2. Casa de Manuel Mallo (Antigua Contraloría Departamental y Actual INDEPORTES)
3. Casa del Regente, don Joaquín Mosquera y Figueroa (Rey en funciones de España en 1814)
4. Casona del Colegio Los Alcázares (Una de las pocas casonas del siglo XVII que perduran)
5. Antigua casa natal del General Carlos Albán, actualmente derrocada y reedificada

#### Calle de San Camilo
- Orientación: Norte - Sur.

- Recorrido: Empieza en la Calle 8 y termina en la Calle 11.
- Historia: Su nombre se debe a la antigua capilla y convento de los padres camilianos.
- Monumentos Importantes Aledaños:

1. Parque de San Camilo
2. Antiguo Claustro de los Hermanos Maristas (Actual Sede de la Fundación Universitaria de Popayán) (Antiguo sitio de la Capilla del Cristo de la Buena Muerte)
3. Iglesia Neogótica de las Mercedes
4. Villa Marista

#### Calle de San Rafael
- Orientación: Norte - Sur.
- Recorrido: Empieza en la Calle 10 y termina en la Calle 17.
- Historia: Su nombre se debe muy probablemente al antiguo nombre del sector.
- Monumentos Importantes Aledaños:

1. Plaza de Toros de Popayán
2. Colegio Don Bosco
3. Capilla de María Auxiliadora
4. Jardín Infantil Divino Niño

### Carrera 10

#### Calle de Don Juan de Dios
- Orientación: Norte - Sur.
- Recorrido: Empieza en la Calle 2 y termina en la Carrera 3.
- Historia: Su nombre se debe a un antiguo chorro propiedad de Don Juan de Dios, aledaño a los solares franciscanos.
- Monumentos Importantes Aledaños:

1. Sede IPS Comfacauca Popayán
2. Antiguo Muro Franciscano
3. Hotel Dann Monasterio (Antiguo Convento de la Orden Franciscana)

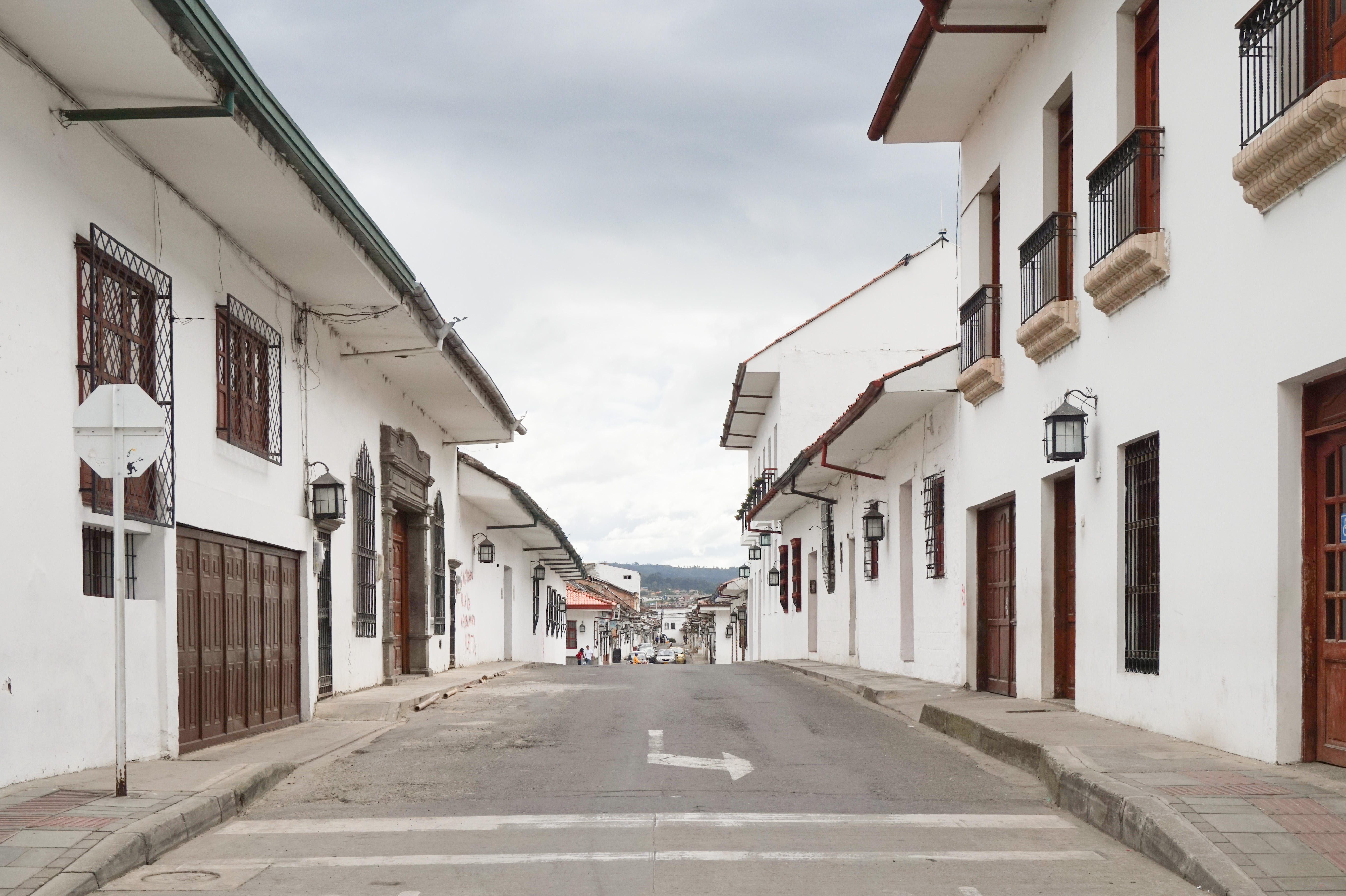
Calle de la Lomita (Carrera 10), visto desde el Hotel Dann Monasterio

#### Calle de la Lomita
- Orientación: Sur - Norte.
- Recorrido: Empieza en la Calle 8 y termina en la Calle 4.
- Historia: Su nombre se debe a la cuesta algo pronunciada hasta el convento franciscano.
- Monumentos Importantes Aledaños:

1. Palacio de Justicia Luis Carlos Pérez (Antiguo Claustro Marista y Camiliano)
2. Casa Museo Negret e Iberoamericano de Arte Moderno
3. Casa Museo Guillermo León Valencia
4. Hotel Dann Monasterio (Antiguo Convento de la Orden Franciscana)

### Carrera 11

#### Calle de La Moneda
- Orientación: Sur - Norte.
- Recorrido: Empieza en la Calle 17 y termina en la Calle 1 Norte.
- Historia: Su nombre se debe a la antigua ceca de la Casa del Tesoro Real de Popayán.
- Monumentos Importantes Aledaños:

1. Parque Benito Juárez.
2. Casa de don Pedro Agustín de Valencia (Actual Colegio Hogar Madre de Dios)
3. Antigua Casa de Moneda de Popayán (Actualmente es un terreno baldío)
4. Centro de Convenciones Casa de la Moneda
5. Puente de la Moneda

## Calles

### Calle 1a

#### Calle del Hospital
- Orientación: Este - Oeste.
- Recorrido: Empieza en la Carrera 5a y termina en la Carrera 9.
- Historia: Su nombre se debe al antiguo Hospital del Humilladero, ubicado al margen norte del rio Molino.
- Monumentos Importantes Aledaños:

1. Cuarto arco del Puente del Humilladero
2. Monumento a Juan Tama
3. Edificio Negret
4. Sede de la Compañía Energética de Occidente

#### Pasaje Vásquez Cobo
- Orientación: Oeste - Este.
- Recorrido: Empieza en la Carrera 5 y termina en la Carrera 4.
- Historia: Su apelativo de pasaje se debe a su peculiar forma de curva en cuesta, mientras que su nombre en es homenaje al ministro de guerra caleño Alfredo Vásquez Cobo.
- Monumentos Importantes Aledaños:

1. Casas Gemelas (No 4-70 y No 4-66)
2. Casa patrimonial (No 4-36)
3. Casa patrimonial (No 4-10)

### Calle 2

#### Calle de El Molino
- Orientación: Oeste - Este.
- Recorrido: Empieza en la Carrera 11 y termina en la Carrera 9.
- Historia: Su nombre se debe al rio Molino y a la posible existencia de un molino por el sector aledaño a El Chorrito.
- Monumentos Importantes Aledaños:

1. Sede IPS Comfacauca Popayán
2. Antiguo Muro Franciscano
3. Hotel Dann Monasterio (Antiguo Convento de la Orden Franciscana)
4. Casa patrimonial (No 1-84)

### Calle 2a

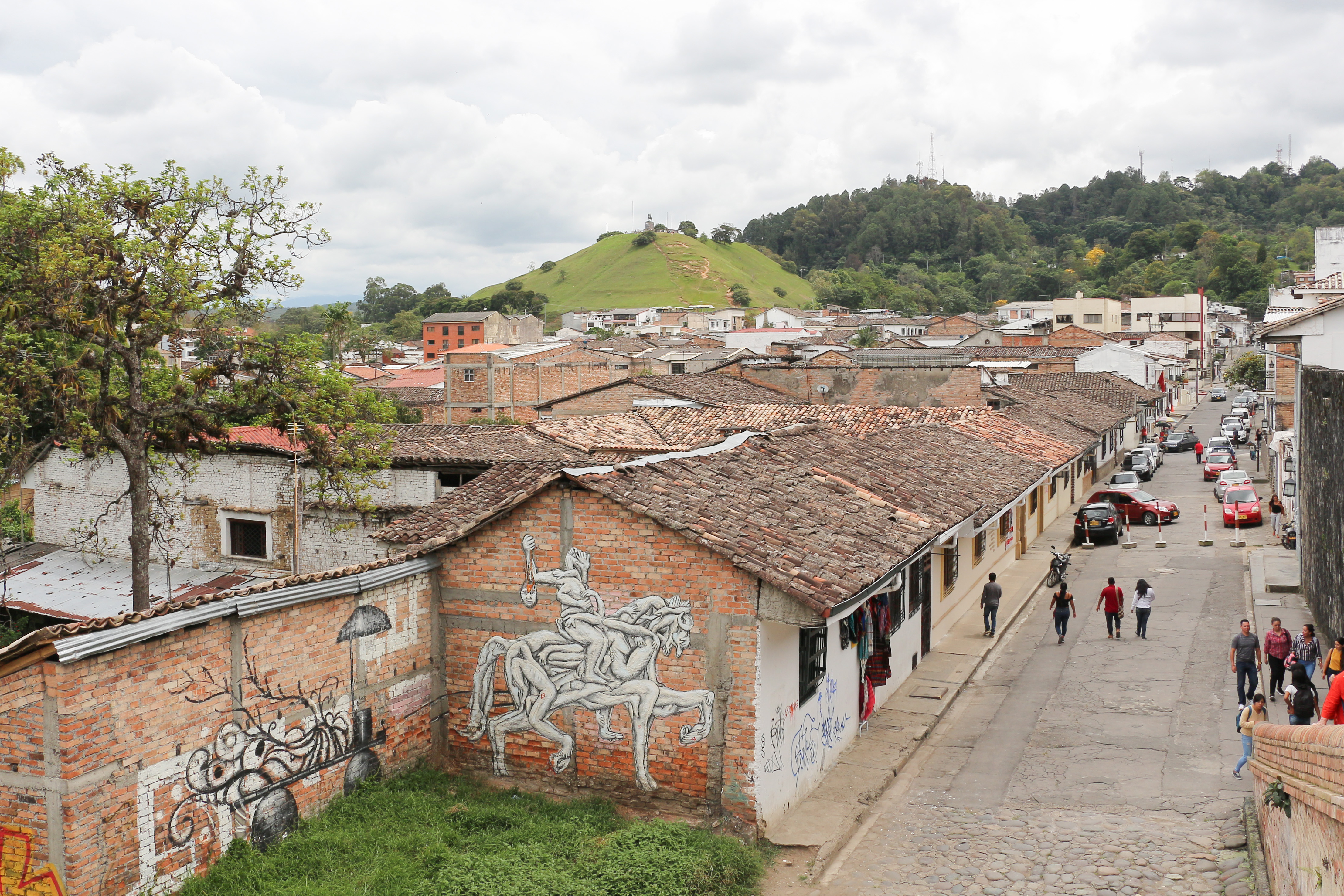
Calle de la Herrería o 2a vista desde el Puente del Humilladero

#### Calle de la Herrería
- Orientación: Este - Oeste.
- Recorrido: Empieza en la Calle 1a y termina en la Carrera 4.
- Historia: Su nombre se debe a que en el sector aledaño al humilladero se fueron estableciendo las herrerías de la ciudad, sobre todo las dedicadas a la elaboración de herraduras para los caballos y jumentos
- Monumentos Importantes Aledaños:

1. Puente Chiquito de la Custodia (Primer Puente sobre el rio Molino. Siglo XVII)
2. Antigua Casa de la Herrería (Actualmente es un terreno baldío)
3. Escaleras laterales del Puente del Humilladero
4. Muro de contención de la Plaza de la Casa Museo Guillermo Valencia
5. Colegio Mayor de San Marcos
6. Hotel La Herrería
7. Casa patrimonial (No 5-08)
8. Casa patrimonial (No 2-08)
9. Chorro del Parqueadero de la Calle 3

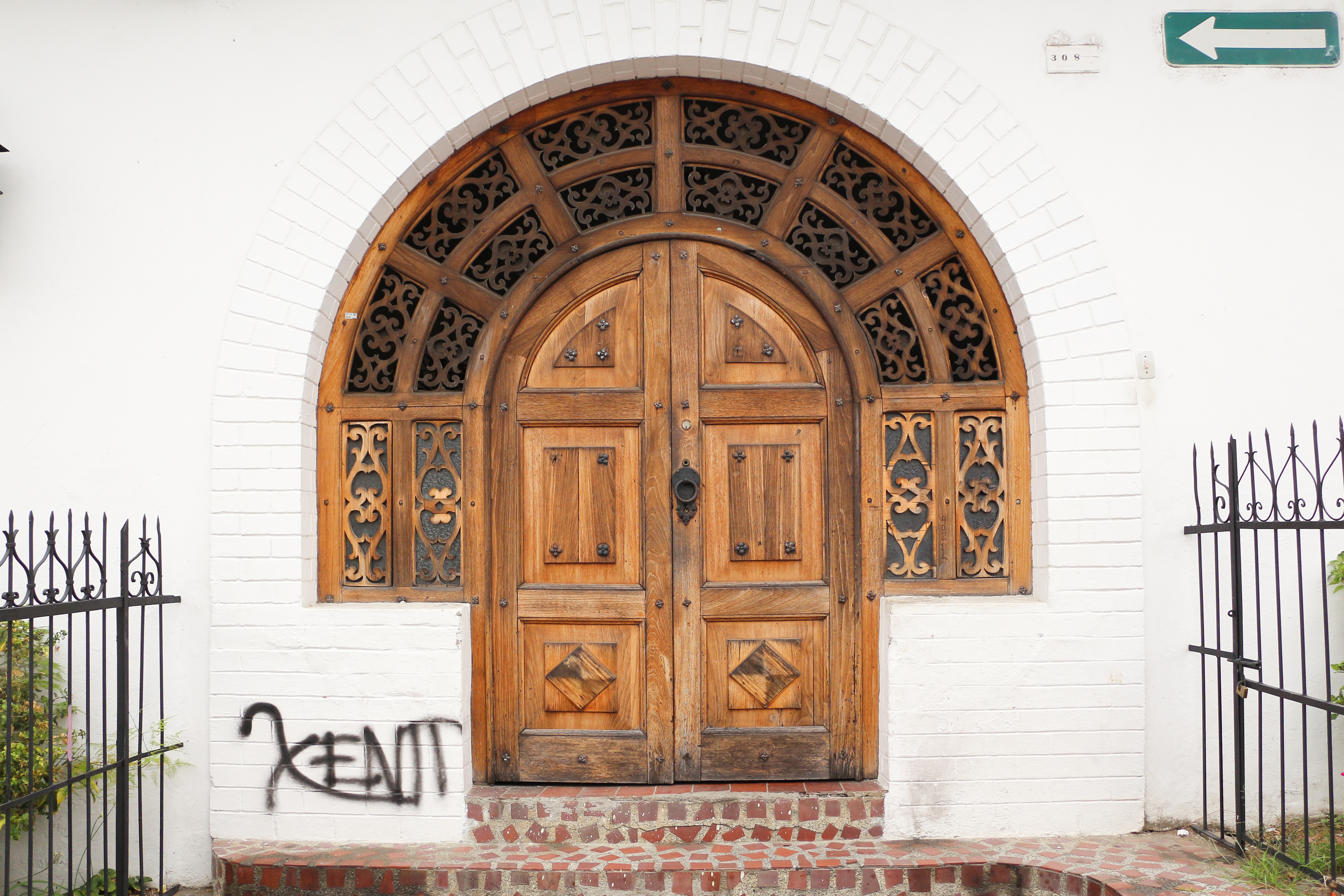
Casa de los Mosquera Chaux, Calle del Cuartel Viejo o 2A

#### Calle del Cuartel Viejo
- Orientación: Este - Oeste.
- Recorrido: Empieza en la Calle 0 y termina en la Carrera 4.
- Historia: Su nombre se debe a un cuartel militar de considerable antigüedad.
- Monumentos Importantes Aledaños:

1. Tribunal Contencioso Administrativo de Popayán
2. Casa natal del doctor Federico Carlos Lehmann Valencia
3. UNAD Sede Centro
4. Casa patrimonial (No 2-71)
5. Casa patrimonial (No 2-20)
6. Graderías de la Calle 2

### Calle 3

#### Calle de la Legislatura
- Orientación: Oeste - Este.
- Recorrido: Empieza en la Carrera 10 y termina en la Carrera 7.
- Historia: Su nombre se debe a las instituciones legislativas y notarias que se fueron estableciendo por el sector.
- Monumentos Importantes Aledaños:

1. Casa patrimonial (No 9-14)
2. Casa patrimonial (No 8-83)
3. Casa patrimonial (No 8-58)
4. Sede de la Notaría Segunda 2 del circuito de Popayán

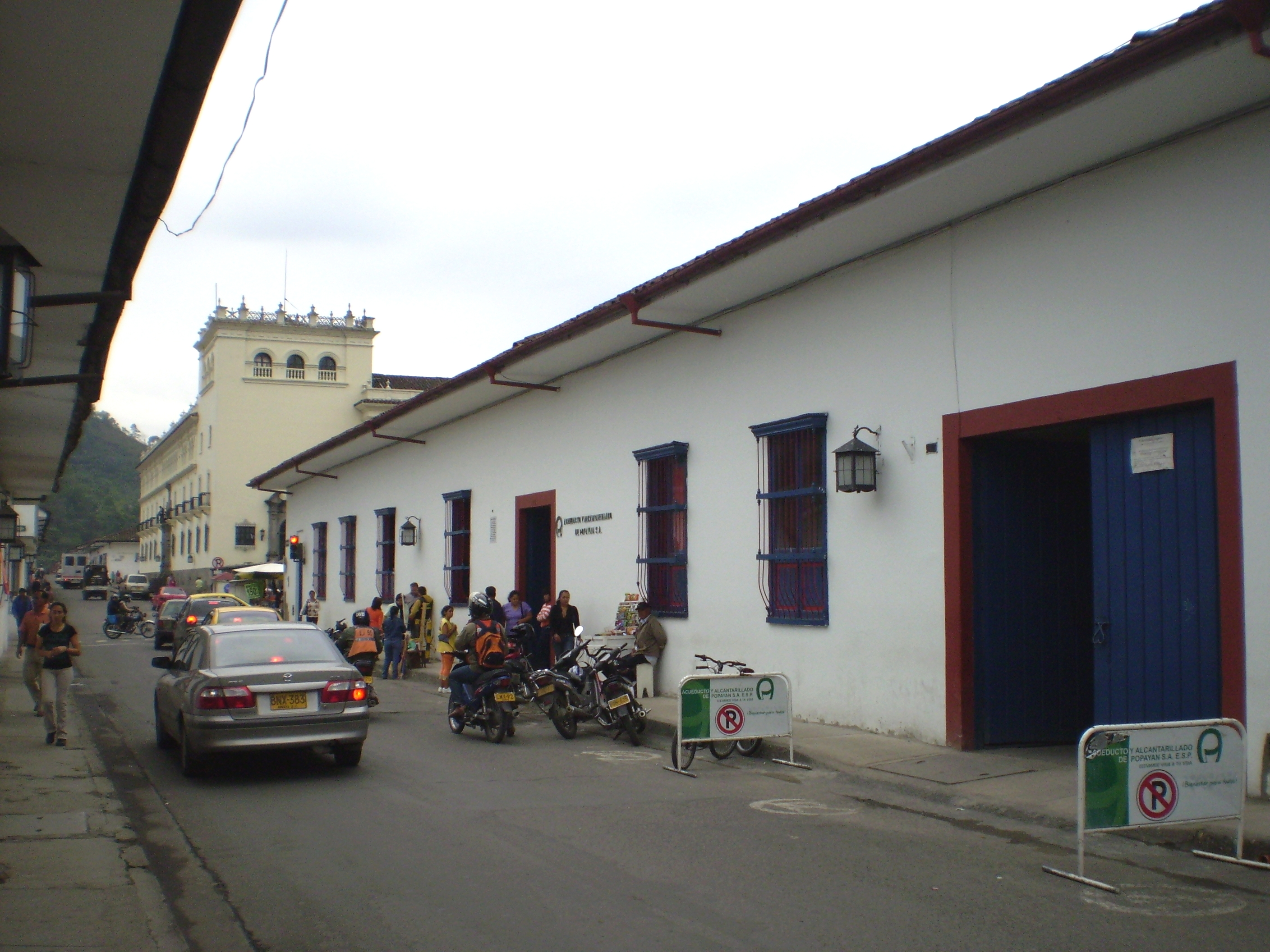
Calle de La Pamba o 3 vista desde la Casa Caldas

5. Casa patrimonial (No 8-35 y 8-39)
6. Edificio Hormaza
7. Casa patrimonial (No 7-86)
8. Casa patrimonial (No 7-63 y 7-65)
9. Centro Comercial Plaza Colonial
10. Casa natal de Silvestre Ortiz

#### Calle de La Pamba
- Orientación: Oeste - Este.
- Recorrido: Empieza en la Carrera 7 y termina en la Carrera 2.
- Historia: Su nombre se debe al sector donde desemboca la vía que está ubicado entre el Cerro de la Eme y la Pirámide de Tulcán. Fue la calle de las residencias aristócratas durante la colonia.
- Monumentos Importantes Aledaños:

1. Teatro Municipal Guillermo Valencia
2. Casa natal de Guillermo León Valencia
3. Casa Obando
4. Casa de Jerónimo de Torres Tenorio (Actual Facultad de Artes de la Universidad del Cauca)
5. Biblioteca del Banco de la República (Antigua Casa de don José Rafael Mosquera)
6. Casa Museo Guillermo Valencia
7. Casa natal de Sergio Arboleda
8. Casa sede del Centro de Investigaciones Históricas José Maria Arboleda Llorente
9. Casa Museo Mosquera
10. Casa de Julio Arboleda y Museo Luis Eduardo Ayerbe Gonzales
11. Casa Caldas
12. Casa natal de Francisco Antonio de Ulloa
13. Casa de doña Dionisia de Mosquera (Actual sede del Acueducto y Alcantarillado)
14. Sede de EsaCAUCA
15. Antiguo Telecom
16. Palacio Nacional ''Francisco de Paul Santander''

#### Calle del Chorrito
- Orientación: Oeste - Este.
- Recorrido: Empieza en la Carrera 2 y termina en la Vía a Belén.
- Historia: Su nombre se debe al Chorrito de la Pamba, que es la única fuente de abastecimiento de agua que aún sigue en funciones y se encuentra integra de toda la ciudad. Además que ser considerada como la más antigua de toda Colombia.
- Monumentos Importantes Aledaños:

1. Antigua Casa del Virrey Juan de Sámano (Fue derrocada en 1983 y reedificada)
2. Colegio San José de Tarbes
3. Chorrito de la Pamba
4. Sede de la Industria Licorera del Cauca

### Calle 4

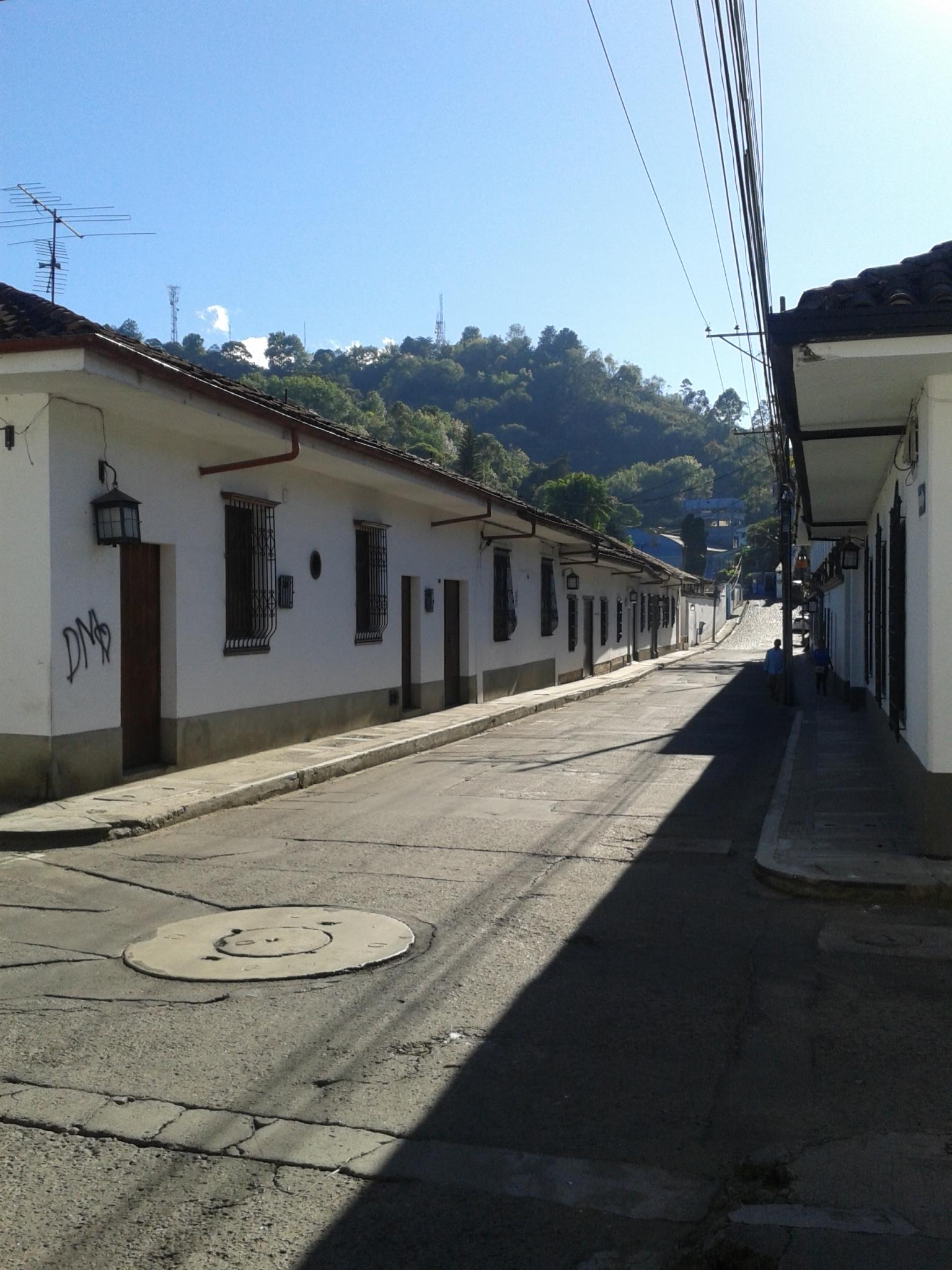
Calle de Belén o 4

#### Calle de Belén
- Orientación: Este - Oeste.
- Recorrido: Empieza en la entrada de los Quingos de Belén y termina en la Carrera 2.
- Historia: Su nombre se debe a la colina y al santuario que está en su cima, dedicado a Nuestra Señora de Belén.
- Monumentos Importantes Aledaños:

1. Gruta de Nuestra Señora de Lourdes y Santa Bernardita Soubirous
2. Portada de acceso a los Quingos de Belén
3. Sede de la Industria Licorera del Cauca
4. Colegio San José de Tarbes
5. Hogar Divino Niño Jesús
6. Casa Sede de la Contraloría General de la República
7. Casa Sede de la Facultad de Arquitectura de la Fundación Universitaria de Popayán
8. Casa Sede del Liceo Técnico Superior
9. Casa Sede del Consulado Honorario de la República del Ecuador en Popayán

#### Calle del Altozano
- Orientación: Este - Oeste.
- Recorrido: Empieza en la Carrera 2 y termina en la Carrera 3.
- Historia: Su nombre se debe a un promontorio de leve altura en esta parte del sector.
- Monumentos Importantes Aledaños:

1. Casa sede del System Plus
2. Casa Hotel San Francisco Colonial
3. Casa del SENA (No 2-87)
4. Casa donde habitó Miguel Arroyo Hurtado (Actual Sede del SENA)

#### Calle del Carmen
- Orientación: Este - Oeste.
- Recorrido: Empieza en la Carrera 3 y termina en la Carrera 4.
- Historia: Su nombre se debe a la iglesia y convento de las carmelitas descalzas.
- Monumentos Importantes Aledaños:

1. Iglesia de El Carmen
2. Casa natal de Miguel de Pombo
3. Convento de la Orden Carmelita (Actual Facultad de Ciencias Humanas y Sociales de la Universidad del Cauca)
4. Casa donde habitó el General Carlos Albán
5. Casa Rosada de Posgrados de la Universidad del Cauca

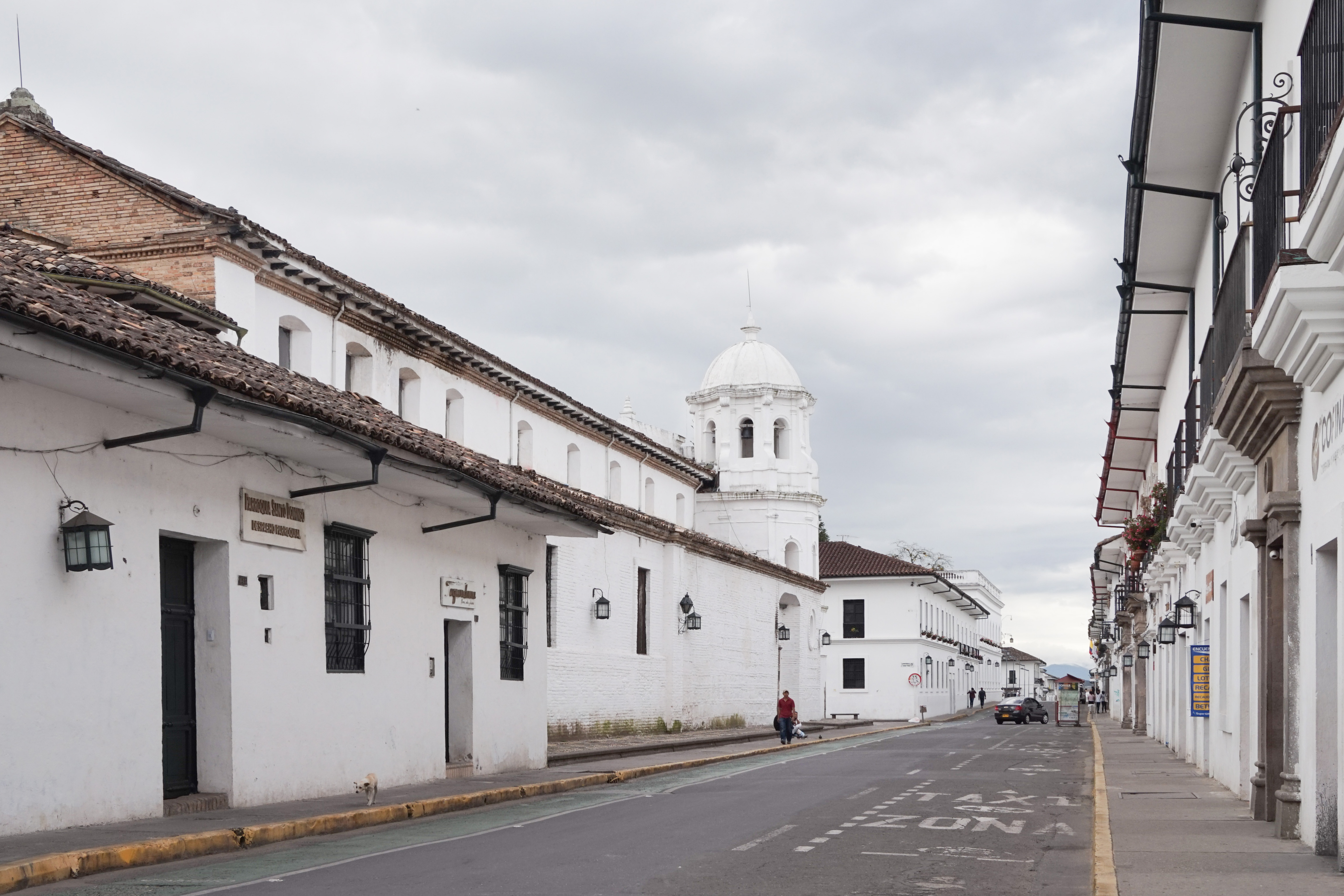
Calle de Santo Domingo o 4, vista desde el Antiguo Convento de la Orden Carmelita Descalza

#### Calle de Santo Domingo
- Orientación: Este - Oeste.
- Recorrido: Empieza en la Carrera 4 y termina en la Carrera 6.
- Historia: Su nombre se debe al claustro y convento de los padres dominicos.
- Monumentos Importantes Aledaños:

1. Iglesia de Santo Domingo
2. Casa parroquial de Santo Domingo
3. Museo Arquidiocesano de Arte Religioso (Antigua casa de la familia Arboleda)
4. Plazoleta de Santo Domingo
5. Casa del Politécnico Latinoamericano del Norte
6. Antiguo Hotel Lindbergh (Actual Secretaria de Infraestructura)
7. Casona de Santo Domingo
8. Antiguo Teatro Popayán
9. Hotel Casona del Virrey
10. Casa de habitación don Pedro de Velasco (Actual Alcaldía de Popayán)

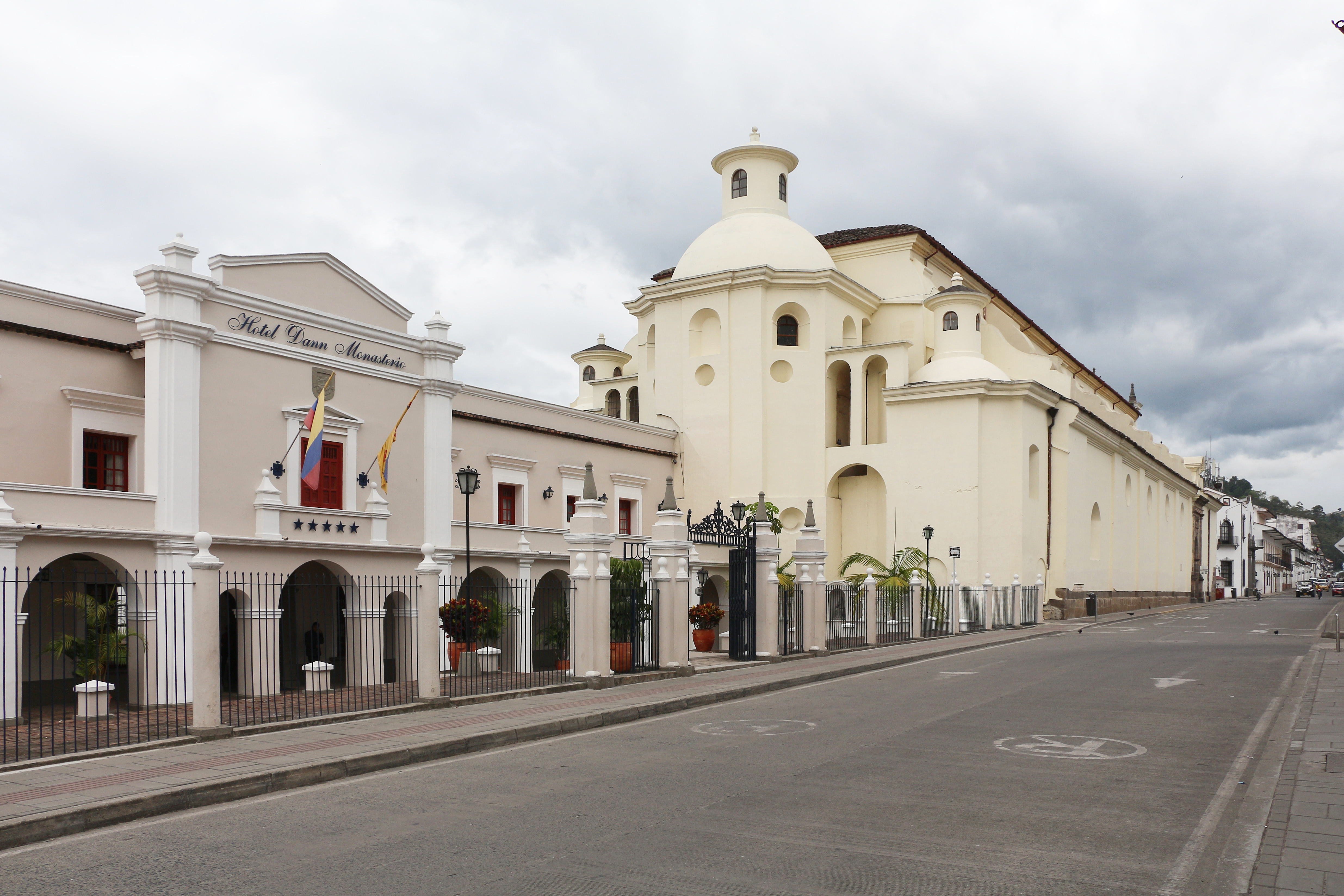
Calle Real de San Francisco o 4 vista desde el Colegio Hogar Madre de Dios

#### Calle Real de San Francisco
- Orientación: Este - Oeste.
- Recorrido: Empieza en la Carrera 6 y termina en la Carrera 11.
- Historia: Su nombre se debe a la iglesia y convento de los frailes franciscanos.
- Monumentos Importantes Aledaños:

1. Casa de habitación don Sebastián de Belalcázar (Actual Secretaria de Educación)
2. Sede del Banco de Bogotá
3. Casa de habitación de Diego Delgado y natal de Manuel de Castrillón (Actual sede de la Gobernación del Cauca)
4. Antiguo Banco del Estado (Actual Banco AV Villas)
5. Casa de Miguel Tacón y Rosique (Actual sede del Banco Agrario)
6. Parque Caldas
7. Casa natal de Guillermo Valencia (Actual Banco Coomeva)
8. Casa Sede del Club Popayán (Construida por Marcelino Pérez Arroyo y Valencia)
9. Edificio la Viña
10. Casa Sede del Club de Leones
11. Casa de Cristóbal de Mosquera y Figueroa
12. Casa Sede de la Corporación Universitaria Comfacauca
13. Casa Sede de la Escuela de Idiomas de la Fundación Universitaria de Popayán
14. Antigua Casa del Banco Central Hipotecario (Actual Registraduría Nacional del Estado Civil)
15. Casa patrimonial (No 9-03)
16. Casa patrimonial (No 9-13)
17. Plazoleta Camilo Torres Tenorio
18. Iglesia de San Francisco
19. Antiguo Convento de la Orden Franciscana (Actual Hotel Dann Monasterio)
20. Casa Sede de Escamerica
21. Casa de don Pedro Agustín de Valencia (Actual Colegio Hogar Madre de Dios)
22. Antigua Casa de Moneda de Popayán (Actualmente es un terreno baldío)

#### Camino Real del Portazgo Occidental
- Orientación: Este - Oeste.
- Recorrido: Empieza en la Carrera 11 y termina en la Carrera 13.
- Historia: Su nombre se debe a que era la entrada y salida principal de la ciudad por el Camino Real Español que llegada de Pandiguando hacia El Tambo y Pacífico Caucano desde el Occidente.
- Monumentos Importantes Aledaños:

1. Casa de don Pedro Agustín de Valencia (Actual Colegio Hogar Madre de Dios)
2. Antigua Casa de Moneda de Popayán (Actualmente es un terreno baldío)
3. Casa patrimonial (No 11-29)
4. Casa patrimonial (No 12-10)

### Calle 5

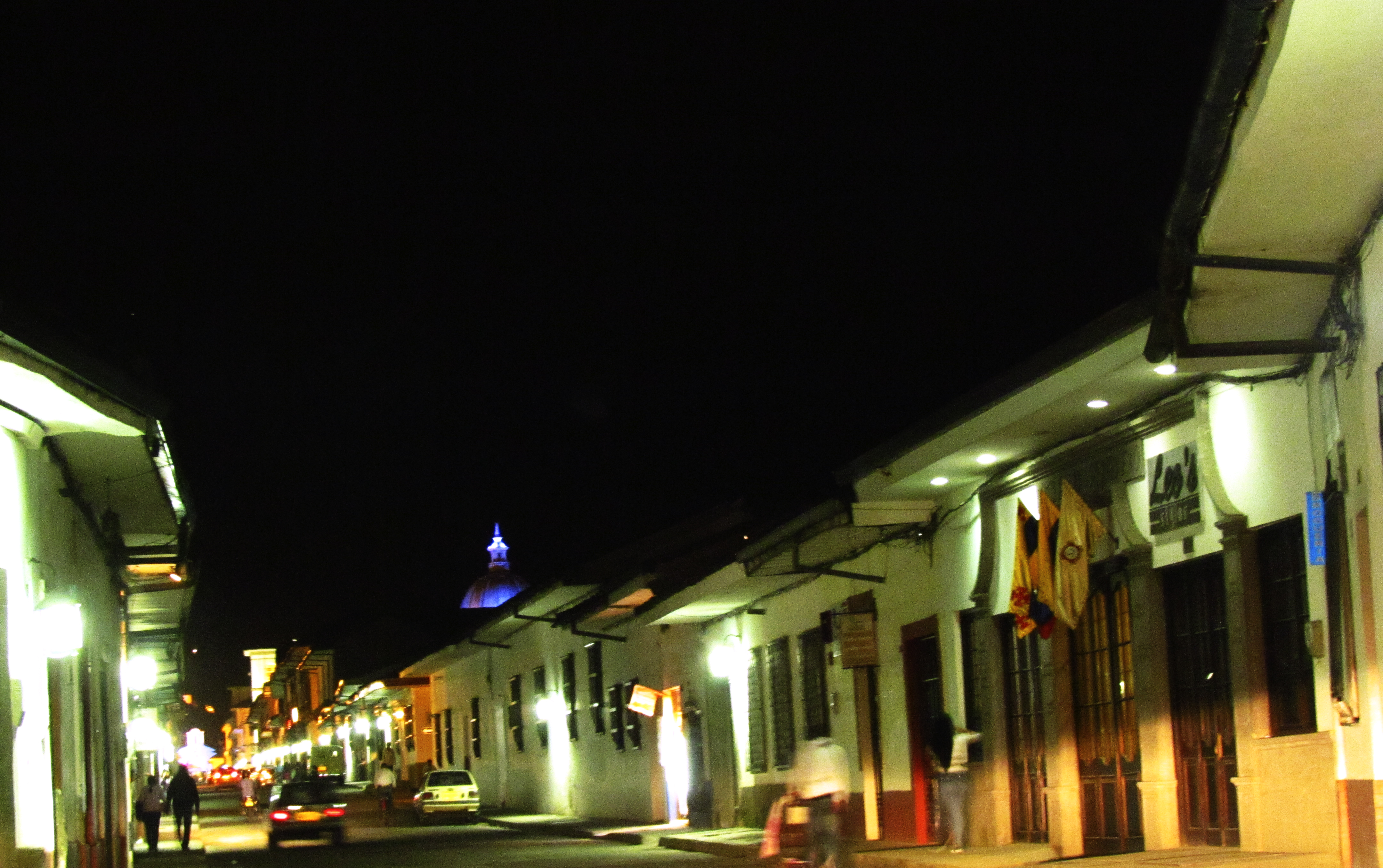
Calle del Cacho o 5, durante la noche

#### Calle del Cacho
- Orientación: Oeste - Este.
- Recorrido: Empieza en la Carrera 11 y termina en la Carrera 10.
- Historia: Su nombre se debe a la curva particular que adopta la vía con forma de cornamenta de un toro.
- Monumentos Importantes Aledaños:

1. Casa Sede de Drogas La Salud
2. Casa natal del Dr. Álvaro Fernandez Pérez.
3. Casa Museo Negret e Iberoamericano de Arte Moderno
4. Casa patrimonial (No 10-02)

#### Calle de El Seminario
- Orientación: Oeste - Este.
- Recorrido: Empieza en la Carrera 10 y termina en la Carrera 7.
- Historia: Su nombre se debe al Real Seminario de San Francisco de Asís regentado por los jesuitas.
- Monumentos Importantes Adyacentes:

1. Casa Museo Guillermo León Valencia
2. Casa patrimonial (No 9-77) (Datada del siglo XVIII, según su portada)
3. Casa Sede del Ministerio de Trabajo Dirección Territorial del Cauca y su Casona Contigua
4. Casa de Manuel Mallo (Antigua Contraloría Departamental y Actual INDEPORTES)
5. Casa patrimonial (No 9-35) (Datada del año 1784, según su portada)
6. Casa del Regente, don Joaquín Mosquera y Figueroa (Rey en funciones de España en 1814)
7. Casona del Colegio Los Alcázares (Una de las pocas casonas del siglo XVII que perduran)
8. Antiguo Real Seminario de San Francisco de Asís (Actual Fundación Universitaria de Popayán)
9. Casa Sede de Porvenir Pensiones y Cesantías
10. Antigua Casa del Encomendero (Actual Hotel La Plazuela)
11. Plazoleta de La Compañía de Jesús
12. Iglesia de San José o de la Compañía
13. Casa del Periodismo (Portada datada hacía el año 1827)
14. Casa del Empadronador (No 7-61)
15. Antigua Casa Pintada (No 7-37)
16. Casa de don Jacinto de Mosquera
17. Casa del Balcón (No 5-82)

#### Calle Real de las Catedrales
- Orientación: Oeste - Este.
- Recorrido: Empieza en la Carrera 10 y termina en la Carrera 2.
- Historia: Su nombre se debe a los tres templos que fungieron en algún momento de su historia como catedral de la ciudad, siendo la Catedral propiamente dicha, la Ermita de Jesús Nazareno y la Iglesia de San José. Esta fue la primitiva denominación de la calle.
- Monumentos Importantes Aledaños:

1. Casa Museo Guillermo León Valencia
2. Casa patrimonial (No 9-77) (Datada del siglo XVIII, según su portada)
3. Casa Sede del Ministerio de Trabajo Dirección Territorial del Cauca y su Casona Contigua
4. Casa de Manuel Mallo (Antigua Contraloría Departamental y Actual INDEPORTES)
5. Casa patrimonial (No 9-35) (Datada del año 1784, según su portada)
6. Casa del Regente, don Joaquín Mosquera y Figueroa (Rey en funciones de España en 1814)
7. Casona del Colegio Los Alcázares (Una de las pocas casonas del siglo XVII que perduran)
8. Antiguo Real Seminario de San Francisco de Asís (Actual Fundación Universitaria de Popayán)
9. Casa Sede de Porvenir Pensiones y Cesantías
10. Antigua Casa del Encomendero (Actual Hotel La Plazuela)
11. Plazoleta de La Compañía de Jesús
12. Iglesia de San José o de la Compañía (Catedral Pro Tempore desde 1885 a 1906)
13. Casa del Periodismo (Portada datada hacía el año 1827)
14. Casa del Empadronador (No 7-61)
15. Antigua Casa Pintada (No 7-37)
16. Casa de don Jacinto de Mosquera
17. Casa del Balcón (No 5-82)
18. Torre del Reloj
19. Parque Caldas
20. Palacio Arzobispal
21. Catedral Basílica de Nuestra Señora de la Asunción (Catedral desde 1540)
22. Hotel Central Park
23. Casa de Sergio Rojas Fajardo
24. Los Portales (Antigua Casa de la Marquesa de San Miguel de la Vega)
25. Mirador de las Monjas
26. Hotel Camino Real (Antiguo Convento de la Orden Agustina Descalza)
27. Iglesia de la Encarnación
28. Casa Cuna del Santo Ecce Homo
29. Casa donde habitó Alexander von Humboldt
30. Antiguo Convento de la Orden de Predicadores (Actual Sede de la Facultad de Derecho de la Universidad del Cauca)
31. Paraninfo Francisco José de Caldas
32. Casa para actividades relacionadas con las Procesiones de Semana Santa de Popayán (Sede de la Junta Permanente Pro Semana Santa de Popayán)
33. Casa de la Cultura del Cauca (Casa donde habitó Jorge Isaacs)
34. Antigua Casa de Rafael Maya (Actual Sede de la Facultad de Derecho de la Universidad del Cauca)
35. Casa de la familia Bejarano (No 3-37)
36. Casa Sede Administrativa de la Corporación Universitaria Autónoma del Cauca
37. Casa patrimonial (No 3-26)
38. Casa Sede 2 del Politécnico Latinoamericano del Norte
39. Casa patrimonial (No 3-03)
40. Antigua Casa de la Real Hacienda Española (Actual Sede de Coomeva EP)
41. Casa patrimonial (2-95)
42. Casa Sede de Funerales La Ermita (Datada en el año 1794, según su portada)
43. Casa donde murió don Toribio Maya ''El Apóstol de la Caridad'' (Actual Sede de la Fundación Años Maravillosos)
44. Casa patrimonial (No 2-57)
45. Empedrado de la Calle de la Ermita
46. Ermita de Jesús Nazareno, Santa Bárbara y Santa Catalina de Alejandría y su casona contigua (Catedral Pro Tempore en varios periodos desde el siglo XVIII hasta el XX)
47. Casa patrimonial (No 2-40)
48. Casas patrimoniales (No 2-16 y 2-08)
49. Casa Sede de Blumont
50. Antiguo Primer Cementerio Español de Popayán (Actual Parque detrás de la Ermita)

#### Calle de la Universidad
- Orientación: Oeste - Este.
- Recorrido: Empieza en la Carrera 6 y termina en la Carrera 4.
- Historia: Su nombre se debe a la Universidad del Tercer Distrito o del Cauca que se estableció en el antiguo convento dominico.
- Monumentos Importantes Aledaños:

1. Los Portales (Antigua Casa de la Marquesa de San Miguel de la Vega)
2. Mirador de las Monjas
3. Hotel Camino Real (Antiguo Convento de la Orden Agustina Descalza)
4. Iglesia de la Encarnación
5. Casa Cuna del Santo Ecce Homo
6. Casa donde habitó Alexander von Humboldt
7. Antiguo Convento de la Orden de Predicadores (Actual Sede de la Facultad de Derecho de la Universidad del Cauca)
8. Paraninfo Francisco José de Caldas
9. Casa para actividades relacionadas con las Procesiones de Semana Santa de Popayán (Sede de la Junta Permanente Pro Semana Santa de Popayán)
10. Casa de la Cultura del Cauca (Casa donde habitó Jorge Isaacs)
11. Antigua Casa de Rafael Maya (Actual Sede de la Facultad de Derecho de la Universidad del Cauca)

#### Calle de la Ermita
- Orientación: Oeste - Este.
- Recorrido: Empieza en la Carrera 4 y termina en la Ermita de Jesús Nazareno.
- Historia: Su nombre se debe a la Ermita de Jesús Nazareno, Santa Bárbara y Santa Catalina de Alejandría.
- Monumentos Importantes Aledaños:

1. Casa de la familia Bejarano (No 3-37)
2. Casa Sede Administrativa de la Corporación Universitaria Autónoma del Cauca
3. Casa patrimonial (No 3-26)
4. Casa Sede 2 del Politécnico Latinoamericano del Norte
5. Casa patrimonial (No 3-03)
6. Antigua Casa de la Real Hacienda Española (Actual Sede de Coomeva EP)
7. Casa patrimonial (2-95)
8. Casa Sede de Funerales La Ermita (Datada en el año 1794, según su portada)
9. Casa donde murió don Toribio Maya ''El Apóstol de la Caridad'' (Actual Sede de la Fundación Años Maravillosos)
10. Casa patrimonial (No 2-57)
11. Ermita de Jesús Nazareno y su casona contigua

#### Calle de Santa Catalina
- Orientación: Oeste - Este.
- Recorrido: Empieza en la Ermita de Jesús Nazareno y termina en la Carrera 1.
- Historia: Su nombre se debe a la Ermita de Jesús Nazareno que también está dedicada a Santa Catalina de Alejandría, santa patrona de la muerte súbita.
- Monumentos Importantes Aledaños:

1. Ermita de Jesús Nazareno, Santa Bárbara y Santa Catalina de Alejandría
2. Casa patrimonial (No 2-40)
3. Casas patrimoniales (No 2-16 y 2-08)
4. Casa Sede de Blumont
5. Antiguo Primer Cementerio Español de Popayán (Actual Parque detrás de la Ermita)

#### Camino Real del Portazgo Oriental
- Orientación: Oeste - Este.
- Recorrido: Empieza en la Carrera 1 y termina en la Calle 6 o Vía a Belén.
- Historia: Su nombre se debe a que era la entrada y salida principal de la ciudad por el Camino Real Español que llegada de Coconuco y Santa Bárbara desde el Oriente. También se le conocía como Camino a Santa Bárbara
- Monumentos Importantes Aledaños:

1. Hogar Divino Niño Jesús
2. Antigua Torre Ladrillera (Dentro del Instituto Melvin Jones)
3. Colina de Belén

### Calle 6

#### Calle de El Chirimoyo
- Orientación: Este - Oeste.
- Recorrido: Empieza en la Carrera 2 y termina en la Carrera 11.
- Historia: Su nombre se debe a los vendedores de la fruta del Chirimoyo que se situaban en este sector.
- Monumentos Importantes Aledaños:

1. Cuesta de la Calle 6
2. Casa patrimonial (No 6-79)
3. Casa patrimonial (No 3-09)
4. Casa patrimonial (No 3-25)
5. Casa patrimonial (No 4-41)
6. Casa patrimonial (No 4-80)
7. Casa patrimonial (No 6-05)
8. Casa patrimonial (No 5-79)
9. Hotel Casa Real
10. Hotel Sarai
11. Casa patrimonial (No 5-86)
12. Casa patrimonial (No 6-40)
13. Almacén Su Alteza (No 6-27)
14. Conjunto patrimonial (No 6-38)
15. Casa de Pastorales Raúl Zambrano Camader
16. Casona patrimonial (No 6-101 a 6-01)
17. Casa natal de Camilo Torres Tenorio (No 7-18)
18. Hotel Achalay (No 7-55)
19. Casino (No 7-67)
20. Casa patrimonial (No 5-100)
21. Casas patrimoniales (No 8-49 y 8-53)
22. Teatro Orfeón Popular Obrero
23. Casa patrimonial (No 9-72)
24. Casa patrimonial (No 9-91)

### Calle 7

#### Calle de las Cárceles o de la Cárcel
- Orientación: Oeste - Este.
- Recorrido: Empieza en la Carrera 11 y termina en la Carrera 2.
- Historia: Su nombre se debe a la existencia de la primera cárcel que se estableció en la ciudad.
- Monumentos Importantes Aledaños:

1. Casa patrimonial (No 9-66)
2. Casa patrimonial (No 9-69)
3. Casa patrimonial (No 7-05)
4. Casa patrimonial (No 8-85) (Actualmente reedificada)
5. Casa patrimonial (No 8-57)
6. Casa patrimonial (No 8-44)
7. Casa Colegio Instituto Bolivariano (No 8-11)
8. Casa patrimonial (No 8-08)
9. Casa Sede 1 de la Institución Educativa Rafael Pombo (Sitio de la Antigua Primera Cárcel de la Ciudad)
10. Hotel El Paso
11. Antiguo Convento de la Orden Agustina (Actual Colegio de San Agustín)
12. Plazoleta de San Agustín
13. Iglesia de San Agustín
14. Casa donde habitó José María Obando (Actual Hotel San Cristóbal)
15. Casa Residencias Monte Carlo (No 4-54)
16. Colegio Francisco Antonio de Ulloa. (Sitio de la Antigua Carnicería Municipal)
17. Teatro Simón Bolívar
18. Antiguo Molino de Santa Inés

### Calle 8

#### Calle de El Achiral
- Orientación: Este - Oeste.
- Recorrido: Empieza en la Carrera 11 y termina en la Carrera 2.
- Historia: Su nombre se debe a los potreros y terrenos donde desembocaba la vía y se encontraba el Convento Camiliano que se denominaba como El Achiral.
- Monumentos Importantes Aledaños:

1. Centro Comercial El Empedrado
2. Antiguo Convento de la Orden Agustina (Actual Colegio de San Agustín)
3. Casa patrimonial (No 6-45)
4. Casa Hotel Di' María
5. Casa patrimonial (No 6-91)
6. Casa donde habitó José Hilario López (Antiguo INDEPORTES Cauca)
7. Casa patrimonial (No 7-33)
8. Casa del Centro Jurídico de Abogados Especializados (Antiguo Sitio del Chorro de El Achiral)
9. Parque de San Camilo
10. Antiguo Convento de la Familia Marista (Actual Sede de la Fundación Universitaria de Popayán)
11. Antiguo Convento de la Familia Marista (Actual Sede del Palacio de Justicia Luis Carlos Pérez)
12. Parque Benito Juárez

### Calle 11

#### Calle de los Loceros
- Orientación: Oeste - Este.
- Recorrido: Empieza en la Carrera 9 y termina en la Carrera 2.
- Historia: Su nombre se debe a los fabricantes de la loza o objetos de cerámica que habitaban por el sector.
- Monumentos Importantes Aledaños:

1. Casa patrimonial (No 4-58)
2. Institución Educativa Cristo Rey
3. Casa patrimonial (No 11-07)